# Heike Warnicke
Heike Warnicke (n. 1 iunie 1966, Weimar, Republica Democrată Germană, Germania) este o sportivă ce a reprezentat Germania, medaliată olimpică. A participat la 2 ediții ale Jocurilor Olimpice (1992, 1994) în care a câștigat două medalii de argint.